# Brooklyn (Kings, Île-du-Prince-Édouard)
Pour les articles homonymes, voir Brooklyn (homonymie).
Brooklyn est une communauté du Canada située dans le comté de Kings, sur l'Île-du-Prince-Édouard. Elle se trouve au sud-ouest de Montague.